# 松原真琴
松原 真琴（まつばら まこと、1980年〈昭和55年〉7月19日 - ）は、日本の小説家。岐阜県出身。夫は漫画家の地獄のミサワ。2001年（平成13年）、『そして龍太はニャーと鳴く』で第11回ジャンプ小説大賞に入選しデビュー。

## 人物
- ゲーム、眼鏡、ジャージ、深夜ラジオが好き。4人姉妹の三女。身長が低く、髪型は常におかっぱ。その外見について乙一は、『とるこ日記』の中で「日本人形みたいな和風の顔立ちの人」と記している。
- 虫に強く、松原によると「素手でゴキブリを握りつぶせるくらいには強い」。
- ジャンプ ジェイ ブックス出身の先輩である定金伸治、乙一と仲が良く、3人でトルコ旅行へ行き、その旅の模様を『とるこ日記』として本にまとめた。
- 漫画家の久保帯人とはデビュー前からの友人であり、受賞作の挿絵を久保が、『BLEACH』のノベライズを松原が引き受けているのもそのためである。
- 地獄のミサワに漫画を描くよう助言し、以後親しく接している[1]。
- 2012年（平成24年）8月30日に、一年前の2011年（平成23年）8月30日に地獄のミサワと入籍していたことを自身のブログで発表した。[2]

## 作品リスト

### 小説

#### オリジナル
- そして龍太はニャーと鳴く（集英社〈ジャンプ ジェイ ブックス〉、2002年12月、ISBN 4-08-703122-5）
- そして彼女は拳を振るう（集英社〈ジャンプ ジェイ ブックス〉、2003年10月、ISBN 4-08-703133-0）
- そして彼女は神になる ヒーローはジャージに着替えて悪を討つ（集英社〈ジャンプ ジェイ ブックス〉、2004年5月、ISBN 4-08-703142-X）
- そして彼女は伝説へ…（集英社〈ジャンプ ジェイ ブックス〉、2004年12月、ISBN 4-08-703151-9）
- しゃべるいきもの（集英社〈ジャンプ ジェイ ブックス〉、2006年3月、ISBN 4-08-703162-4）
- 妖怪びしょ濡れおかっぱ（集英社〈ジャンプ ジェイ ブックス〉、2006年12月、ISBN 4-08-703175-6）
- 猫耳父さん（KADOKAWA〈電撃文庫〉、2009年6月、ISBN 978-4-04-867847-6）

#### ノベライズ
- BLEACH letters from the other side（集英社〈ジャンプ ジェイ ブックス〉、2004年12月15日、ISBN 4-08-703149-7）
  - BLEACH letters from the other side −new edition−（集英社〈ジャンプ ジェイ ブックス〉、2009年11月4日、ISBN 978-4-08-703212-3）
- BLEACH THE HONEY DISH RHAPSODY（集英社〈ジャンプ ジェイ ブックス〉、2006年10月27日、ISBN 4-08-703173-X）
- 劇場版BLEACH MEMORIES OF NOBODY（集英社〈ジャンプ ジェイ ブックス〉、2006年12月18日、ISBN 4-08-703174-8）
- 劇場版BLEACH The DiamondDust Rebellion もう一つの氷輪丸（集英社〈ジャンプ ジェイ ブックス〉、2007年12月22日、ISBN 978-4-08-703189-8）
- 劇場版BLEACH Fade to Black 君の名を呼ぶ（集英社〈ジャンプ ジェイ ブックス〉、2008年12月15日、ISBN 978-4-08-703197-3）
- 劇場版BLEACH 地獄篇（集英社〈ジャンプ ジェイ ブックス〉、2010年12月6日、ISBN 978-4-08-703234-5）
- BLEACH The Death Save The Strawberry（集英社〈ジャンプ ジェイ ブックス〉、2012年9月4日、ISBN 978-4-08-703272-7）
- BLEACH WE DO knot ALWAYS LOVE YOU（集英社〈ジャンプ ジェイ ブックス〉、2016年12月27日、ISBN 978-4-08-703412-7）
- 映画ノベライズ BLEACH（集英社〈ジャンプ ジェイ ブックス〉、2018年7月4日、ISBN 978-4-08-704016-6）
  - 映画ノベライズ みらい文庫版 BLEACH（集英社〈集英社みらい文庫〉2018年7月4日、ISBN 978-4-08-704016-6）

### 紀行文
- とるこ日記 ～”ダメ人間”作家トリオの脱力旅行記～（集英社、2006年3月、ISBN 4-08-780424-0） - 定金伸治、乙一との共著